# The Incredible Human Journey

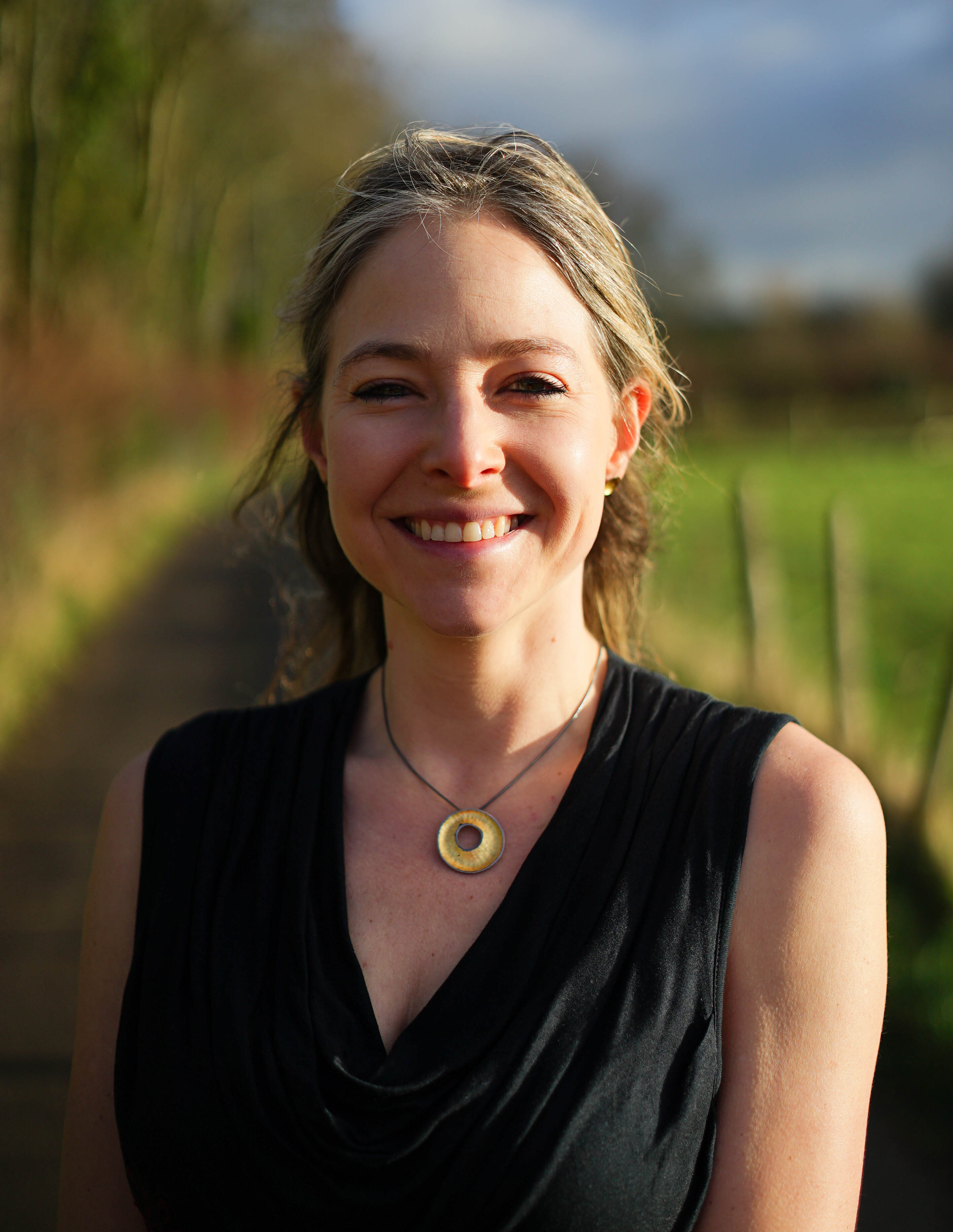
Imagen de Alice Roberts

The Incredible Human Journey es un documental de la BBC de 2009 formado por cinco capítulos en los que la doctora Alice Roberts cuenta nuestra historia, la historia de los Homo sapiens, desde la aparición de la especie, hasta la colonización de todo el planeta.
A través de pruebas genéticas, fósiles y arqueológicas, Alice Roberts muestra las migraciones humanas y la coexistencia con otras especies de homininos por el planeta. 

## Episodios
Hay cinco capítulos:
- 1.- Out of Africa

- 2.- Asia

- 3.- Europe

- 4.- Australia

- 5.- The Americas

## Relacionado
El documental está acompañado de un libro escrito por la Dra. Alice Roberts al que tituló: The Incredible Human Journey, The Story Of How We Colonised The World.